# The Pajama Game
The Pajama Game is een Amerikaanse muziekfilm uit 1957 onder regie van George Abbott en Stanley Donen.

## Verhaal
Sid Sorokin is de nieuwe directeur van een pyjamafabriek in Iowa. Hij wordt verliefd op de knappe arbeidster Babe Williams. Zij is echter een vertegenwoordigster van de vakbond, die een loonsverhoging van 7,5 cent eist.

## Rolverdeling
| Acteur          | Personage        |
| --------------- | ---------------- |
| Doris Day       | Babe Williams    |
| John Raitt      | Sid Sorokin      |
| Carol Haney     | Gladys Hotchkiss |
| Eddie Foy jr.   | Vernon Hines     |
| Reta Shaw       | Mabel            |
| Barbara Nichols | Poopsie          |
| Thelma Pelish   | Mae              |
| Jack Straw      | Prez             |
| Ralph Dunn      | Myron Hasler     |
| Owen Martin     | Max              |

## Filmmuziek
1. The Pajama Game
2. Racing With the Clock
3. I'm Not At All In Love
4. I'll Never Be Jealous Again
5. Hey There
6. Once-A-Year-Day
7. Small Talk
8. There Once Was a Man
9. Racing With the Clock (reprise)
10. Hey There (reprise)
11. Steam Heat
12. Hernando's Hideaway
13. 7½ Cents